# Sihlbrugg
Sihlbrugg ist ein Weiler und Verkehrsknotenpunkt an der Grenze zwischen dem Kanton Zug und dem Kanton Zürich in der Schweiz. Zur besseren Unterscheidung vom etwas sihlabwärts liegenden Weiler Sihlbrugg Station – einem Ortsteil der Zürcher Gemeinde Horgen – ist auch die Bezeichnung Sihlbrugg Dorf gebräuchlich.

## Geografie
An der Ortschaft sind vier Gemeinden beteiligt; die beiden Zuger Gemeinden Baar und Neuheim sowie die Zürcher Gemeinden Hausen am Albis und Horgen (bis zur Fusion Ende 2017 Hirzel). Sihlbrugg liegt mehrheitlich auf dem Baarerboden, südlich des Sihlzopfs und am Fuss des östlich gelegenen Hirzelpasses.

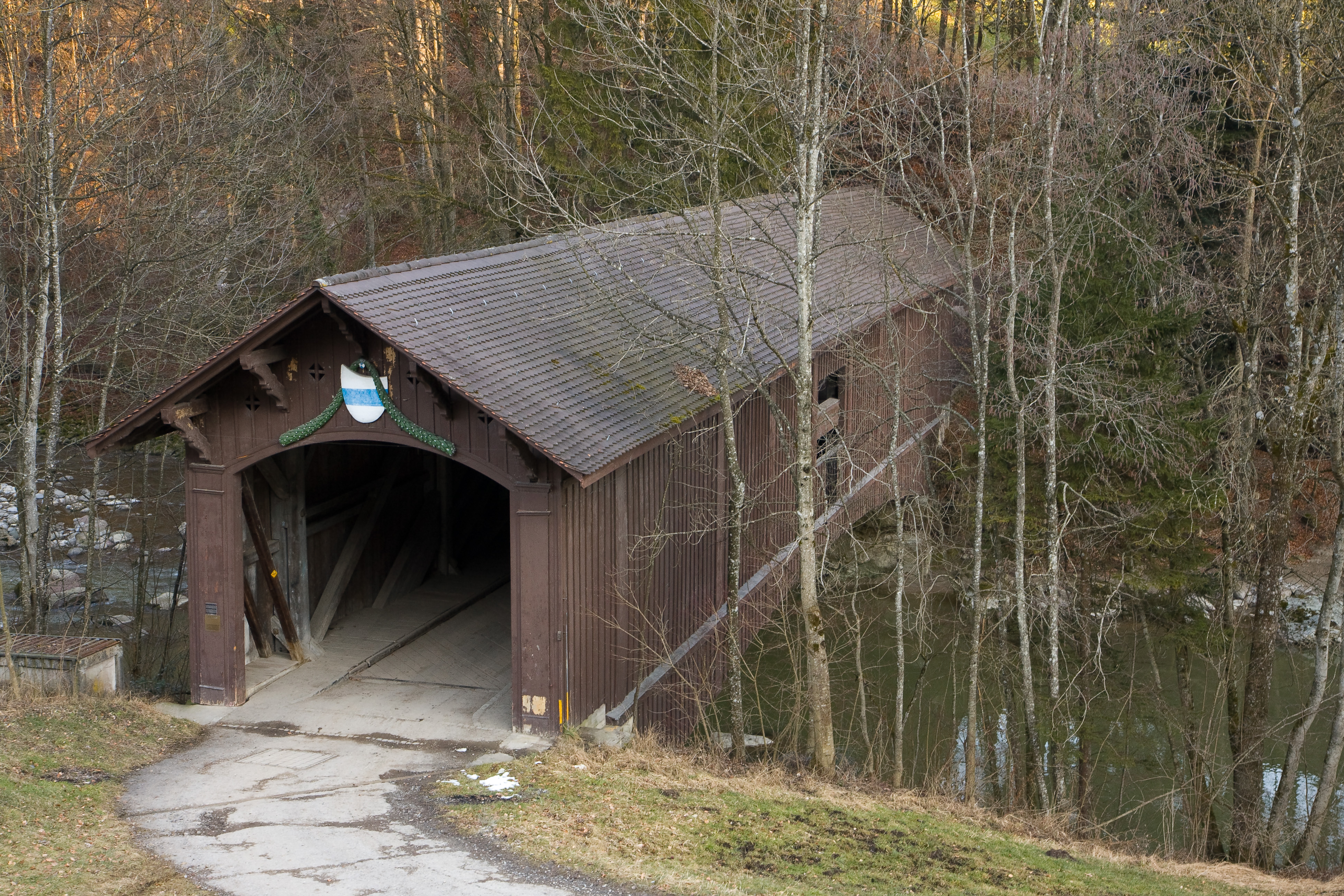
Die Babenwaag war bis 1960 die Hauptbrücke in Sihlbrugg. Heute befindet sie sich 3 km flussaufwärts. Ihre Vorgängerin wurde 1847 im Sonderbundskrieg zerstört.

Während rund 600 Jahren führte an der frühest nachweisbar „Babenwaag“ genannten Stelle (heute Sihlbrugg) der Hauptverkehr der Gotthardroute von Zug nach Zürich. Auf zwei Wegvarianten verlief dann der Saumweg über die Hirzel Höhi am Dorfkern von Hirzel vorbei zur Sust in Horgen direkt am Zürichsee, wo die Transportgüter aufs Schiff nach Zürich verladen wurden.
Am Baarerboden öffnet sich das enge Sihltal kurz, ehe es sich am Sihlzopf zwischen Zimmerberg und Albis nach Norden in Richtung Zürich zwängt. Topographisch bemerkenswert bildet die ausgedehnte flache und früher versumpfte Kuppe des Baarerbodens mit nur 5 m Höhenunterschied die Wasserscheide zwischen Sihltal und Lorzetal. Sie verhindert so, dass die Sihl hier nach Westen in die Lorze abfliesst.

## Verkehrswege

Bahnhof Sihlbrugg, 21. Januar 1962

In Sihlbrugg treffen heute fünf Hauptverkehrsstrassen aufeinander, darunter die Hauptstrasse durch das untere Sihltal, aus Zürich und Langnau am Albis, sowie die Hauptstrasse durch den Baarerboden, die nach Baar und Zug respektive bei Walterswil auf die Autobahn A14 führt. Die beiden genannten Strassen bildeten bis November 2009 die flachste und schnellste Strassenverbindung zwischen Zürich und Zug (damals wurde das Teilstück der A4 im Knonauer Amt zwischen den Verzweigungen Zürich West und Blegi bei Cham eröffnet). Sihlbrugg ist auch Ausgangspunkt der Hirzelpassstrasse nach Wädenswil mit Anschluss an die Autobahn A3 Zürich–Chur. 

Sihlbrugg, Flugaufnahme vom 9. Juni 1948

Früher war hier auch die Holztrift auf der rasch fliessenden Sihl aus den zugerischen und schwyzerischen Wäldern nach Zürich von wirtschaftlicher Bedeutung, was neben topographischen Schwierigkeiten (wie beim Risleter Felsen in Langnau) die Anlage einer befahrbaren Strasse zwischen Zug und Zürich durch das Sihltal lange verzögerte.
Die Endstation Sihlbrugg der Sihltalbahn befindet sich im benachbarten Sihlbrugg Station, Gemeinde Horgen.

## Infrastruktur
Das Gewerbe- und Industriegebiet auf dem Baarerboden gehört mehrheitlich zur Gemeinde Baar. Des Weiteren sind Tankstellen, Hotels, ein Motel sowie Verpflegungsmöglichkeiten in Sihlbrugg vorhanden, ganz im Gegensatz zu Wohngebäuden, die eine Ausnahme bilden.

## Geschichte
Berchtold von Schnabelburg war im 13. Jahrhundert unter Kaiser Friedrich II. Vogt auf dem Albis. Zu dieser Vogtei gehörte der Rattlisberg, der Westabhang zwischen der Schnabelburg mit dem unmittelbar daran vorbeiführenden Fussweg über die Schnabellücke (später durch Weg über den Albispass ersetzt) und der Sihlfurt Babenwag. 1267 führte der alte Saumweg als Teil der Gotthardroute als Furt hier durch die Sihl, wo es auch eine Taverne gab. Im Jahre 1326 nach habsburgischer Eroberung der Schnabelburg und Vertreibung von dessen Freiherrn in Zusammenhang mit dem Feldzug nach dem Windischer Königsmord wird die habsburgische Zollvergabe "an der bruggen ze Zuge" erwähnt. Mit grosser Wahrscheinlichkeit wird damit die Sihlbrugg erstmals genannt. Spätestens 1385 wird hier unzweideutig eine Brücke (sil brugge) erwähnt. Dort beschworen die Säumer jeweils die Säumerordnung. Seit dem 18. Jahrhundert wird der Ort des Sihlübergangs Sihlbrugg genannt. Wegen des zunehmenden Pferde- und Fussverkehrs im 14. Jahrhundert wurden Pferdestallungen eingerichtet und das Haus 1528 zur Zollstation umfunktioniert. Die Taverne Krone ist seit 1773 – die "neue" Krone wurde 1796 gebaut – im Familienbesitz der Familie Huber-Urner.